# Lagunele Burgasului
Lagunele Burgasului (în bulgară Бургаски езера, transliterat: Burgaski ezera) sau zonele umede ale Burgasului (în bulgară Бургаски влажни зони, transliterat: Burgaski vlajni zoni) sunt un grup de lagune maritime, de diferite salinități, situate în jurul orașului bulgar Burgas în apropierea Mării Negre. Acestea constituie cel mai mare grup de lacuri din țară și cuprind unele dintre cele mai mari și mai importante lacuri din Bulgaria.
Suprafața totală a lacurilor (inclusiv mlaștini, iazuri și alte corpuri de apă) se ridică la 95 km², din care 33,30 km² sunt declarate sau propuse arii protejate, care sunt locuite de un număr mare de specii de păsări, pești și mamifere pe cale de dispariție local sau global. În afară de aceasta, limanurile Burgasului au și o importanță economică, fiind utilizate pentru obținerea sării de mare și a nămolului curativ, precum și pentru alimentarea economiei locale cu apă dulce, în cazul lacului Mandrensko.
Lacurile cuprind (în ordine de la nord la sud):
- Lacul Pomorie, o lagună ultrasalină
- Lacul Atanasovsko, rezervație naturală și sit Ramsar⁠(d)
- Lacul Burgas sau Lacul Vaia, cel mai întins lac natural din țară
- Lacul Poda, uneori considerat ca o parte a lacului Mandrensko
- Lacul Mandrensko, acum lac de acumulare cu apă dulce, cel mai mare din grup